# 戦闘国家-改-インプルーブド
戦闘国家-改-インプルーブド（せんとうこっか　戦闘国家 －改－ IMPROVED）は、1997年4月11日にPlayStation版として、1997年6月26日にWindows 95版として ソリトンソフトウェアにより開発されソニー・コンピュータエンタテインメントより発売されたウォー・シミュレーションゲームである。

## 概要
1人から3人でプレイする。マップごとに陣営数が決まっており、最大3陣営での対戦である。 六角形のマス（ヘクス）で区切られたマップ上に自国陣営都市で生産した兵器ユニットを展開し、自陣の首都を守りながら、敵陣営の首都である都市を占領又は破壊すれば勝利。本作では、アメリカ、ロシア、日本、欧州の4陣営でプレイ可能である。
自国の軍事力を強化しながら、敵の首都を占領することが目的となる。本作は「キャンペーンマップモード」が追加されており、架空の大陸で繰り広げられる自国、敵大陸、体陸国の３ヶ国の戦いを背景にしたストーリーが用意されている。
電子兵器図鑑には170種類もの兵器写真が収録されている。
Windows 95版のゲームシステムはPlayStation版をそのまま継承しているが、マルチウィンドウやフルマウスオペレーションを採用している。戦闘アニメや兵器図鑑の実機写真などのグラフィック面も強化されている。